# Brynseng stasjon

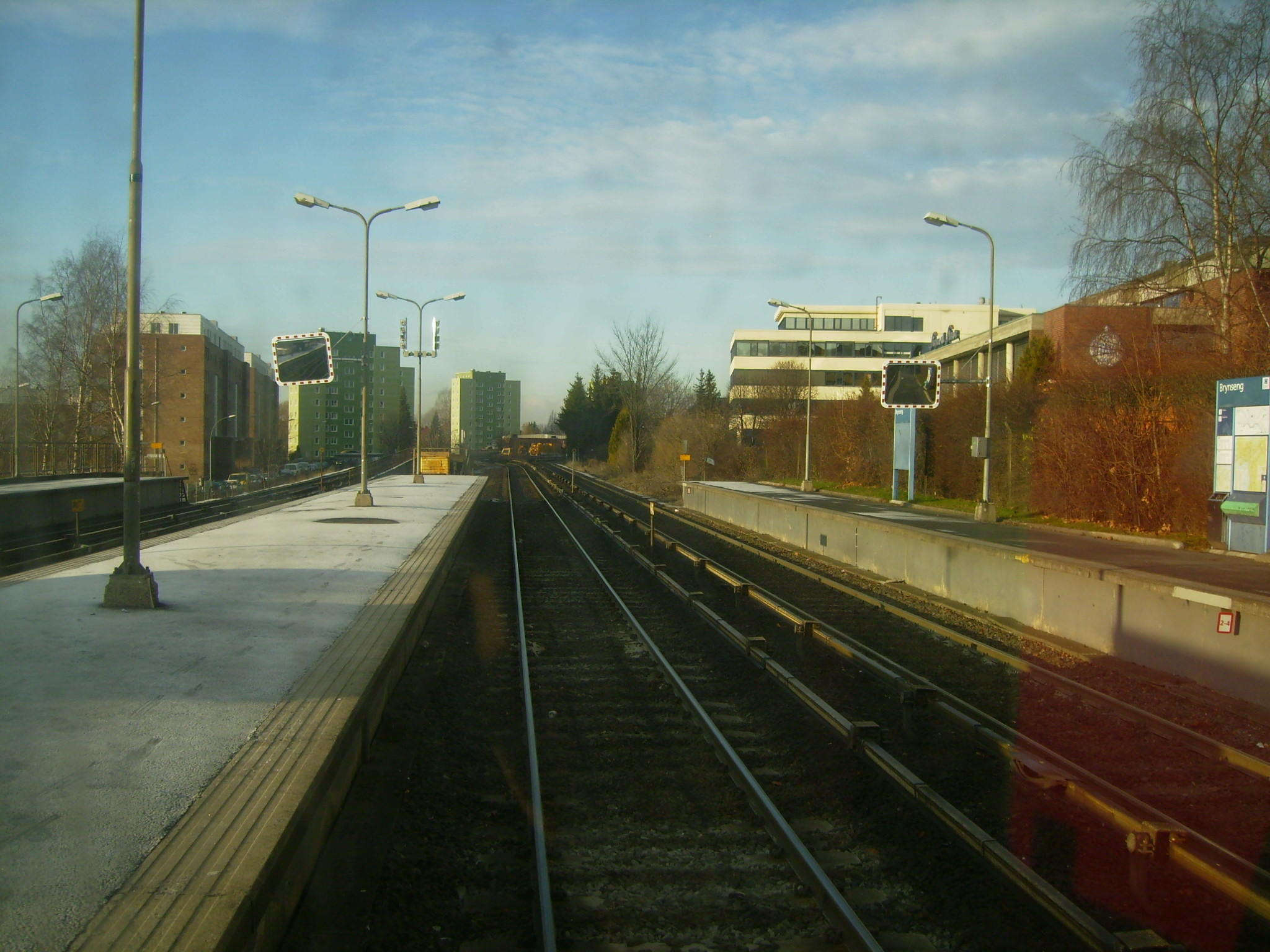
Brynseng stasjon

Brynseng stasjon är en tunnelbanestation i Oslo. Lambertseterbanan lämnar Østensjøbanan och Furusetbanen vid Brynseng stasjon. Stationen har fyra plattformar, två av dem är för tåg på Lambertseterbanan. Linjerna 1,2,3 och 4 trafikerar Brynseng stasjon.
Stationen öppnades 22 maj 1966.